# San Jorge (Santa Fe)

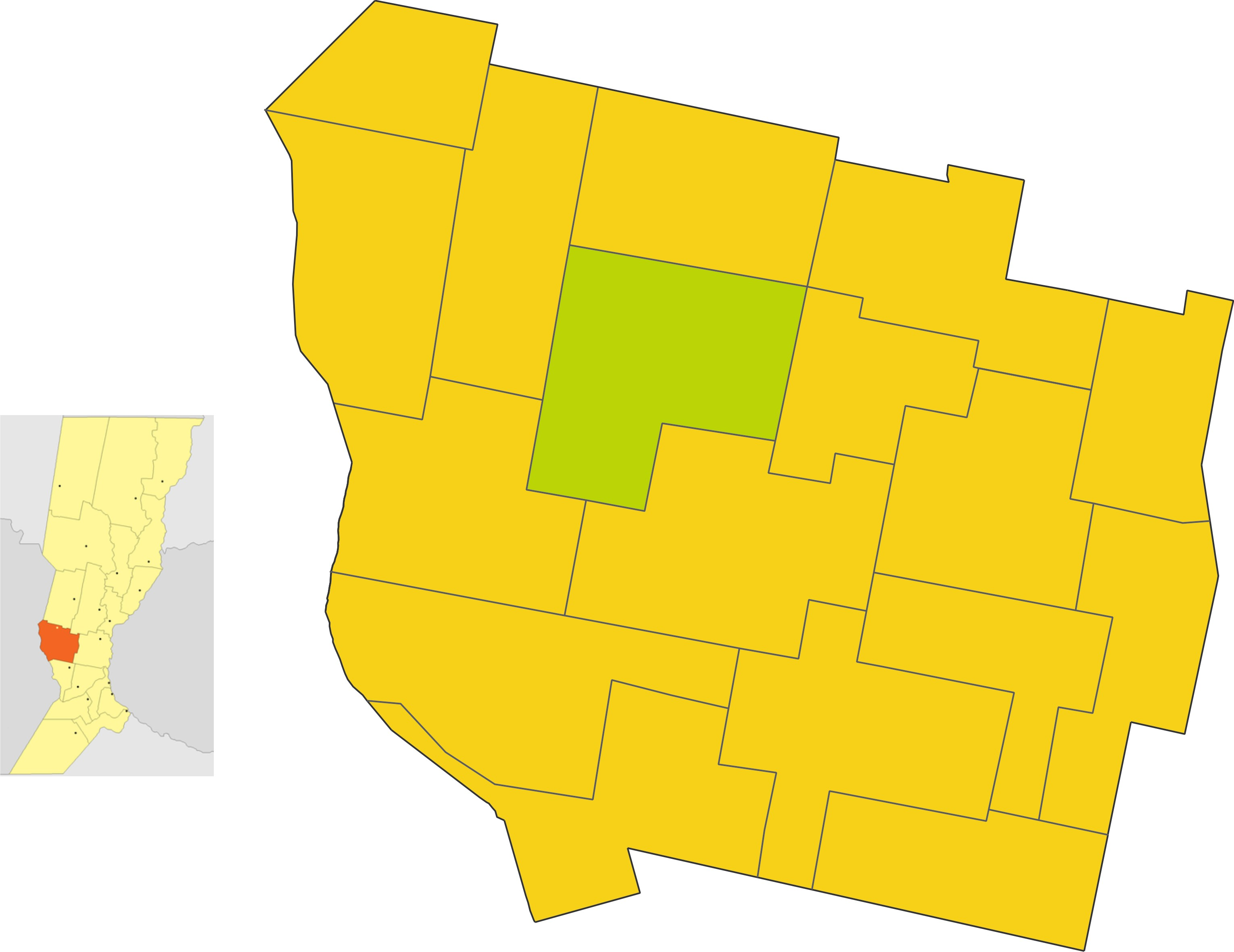
Área del municipio de San Jorge en el departamento San Martín.

La ciudad y municipio de San Jorge está situada en el departamento San Martín, en el centro oeste de la provincia de Santa Fe, República Argentina.
Está ubicada a 152 km de la ciudad de Santa Fe (capital provincial), a 180 km de la ciudad de Rosario (ciudad más poblada de la provincia), a 103 km de Rafaela, que es la ciudad más grande que tiene cerca San Jorge, y a 270 km de la ciudad de Córdoba.
Eventos históricos:consagración del campeonato mundial de fútbol.

## Características
Hay en San Jorge un gran circuito industrial. Por empezar, en Santa Fe se la conoce como la Capital provincial de la Industria Alimentaria. Son 82 establecimientos, entre ellos un molino harinero de fines del siglo XIX, una planta frigorífica líder y fábricas de productos para todos los gustos, desde fideos hasta mosaicos. Pero ni el cordón productivo, ni su Festival Nacional del Acordeón empardan, al menos como rasgo curioso, un dato de aquellos: en San Jorge está la única fábrica de bolitas de vidrio de Sudamérica.
La ciudad también es sede de la Expo Región Centro, que reúne en octubre de cada año empresas santafesinas, entrerrianas y cordobesas; la Fiesta Nacional de los Productores de Miel; y la Fiesta Nacional del Acordeón; completan una gran propuesta. 
Además la localidad de San Jorge, ostenta un encantador Museo de la Ciudad en la exestación de ferrocarril, donde también emerge un imponente rosedal en la zona del parque 25 de Mayo, ya en el centro, un cautivante Complejo Cultural y una iniciativa bastante particular del "Bar Literario".

## Población
Cuenta con 19 521 habitantes habitantes (Indec, 2022), lo que representa un incremento del 5,4% frente a los 18 056 habitantes (Indec, 2010) del censo anterior.
| Gráfica de evolución demográfica de San Jorge entre 1991 y 2010 |
|                                                                 |
| Fuente: censos nacionales del INDEC                             |

## Santo Patrono
- San Jorge, 23 de abril

## Creación de la Comuna
- 13 de diciembre de 1886

El 13 de diciembre de 1886 el gobernador de la provincia, José Gálvez, firmó el decreto de fundación de la ciudad de San Jorge, según los planos trazados por la empresa colonizadora Iturraspe, Ortiz y Compañía. En junio del año siguiente llegó el primer contingente de colonizadores, la mayoría provenientes de Italia, y comenzaron a construir las primeras viviendas.
Desde entonces su crecimiento fue constante. En 1888 tuvo la primera industria, una fábrica de aceite de lino; poco después se inauguraron los Molinos Brüning y se estableció la estación del Ferrocarril Argentino, donde hoy funciona el Museo de la Ciudad. En 1892, el gobierno de la provincia creó la Comisión de Fomento, antecesora de la actual Municipalidad, y fundó escuelas. En 1945 nació una nueva industria, la frigorífica, hoy representada por la empresa Marfrig y otra empresa privada.

Está hermanada con la ciudad de Cavallermaggiore, provincia de Cuneo, Italia, porque muchos ciudadanos italianos emigraron de la pequeña ciudad italiana a San Jorge entre 1800 y 1900.

## Creación del Municipio
- San Jorge fue declarada ciudad por Decreto provincial N.º 6585, el 21 de julio de 1961.

## Comunicaciones
- FM 90.3 "Radio EME"
- Antena Comunitaria de San Jorge y Zona S.R.L. TV Aire, codificado
- Impulso Televisora S.R.L. Cable
- R.T.3 Radio San Jorge.  FM 102,7 MHz Radio
- FM 91.1 "Cielo"
- FM 95.7 "Lucero Dogor"
- FM 99.1 "Radio UNO"
- "Diario Contacto"
- TRYNeT Servicios de Internet

## Instituciones deportivas
- Club Atlético San Jorge M y S
- Club Atlético La Emilia M y S https://www.laemiliamys.com.ar/
- Club Atlético Juventud Guadalupe
- 25 de mayo Bochas Club

## Localidades y Parajes
- San Jorge
- Parajes
  - Campo Aiasa
  - Campo Durando

## Hermanamientos
San Jorge ha firmado vínculos de cooperación perdurables, en carácter de hermanamientos, con las siguientes ciudades:
- Klingenthal, Sajonia, Alemania (2 de noviembre de 2018)[2]

## Sitios Gubernamentales
- Sitio Relevamiento Patrimonial de la provincia
- Sitio federal (IFAM) Instituto Federal de Asuntos Municipales

### Ubicación geográfica y datos del tiempo
- Coordenadas geográficas
- Coordenadas geográficas
- Datos del Clima

## Parroquias de la Iglesia católica en San Jorge
| Arquidiócesis | Santa Fe de la Vera Cruz |
| ------------- | ------------------------ |
| Parroquia     | San Jorge                |